# Gene Kotlarek
Gene Kotlarek, właśc. Eugene Robert Kotlarek (ur. 31 marca 1940 w Duluth w stanie Minnesota, zm. 9 listopada 2017 w Colorado Springs w stanie Kolorado) – amerykański skoczek narciarski, a następnie trener tej dyscypliny sportu.
Dwukrotny olimpijczyk (1960, 1964), uczestnik mistrzostw świata seniorów (1966). Medalista mistrzostw Ameryki Północnej, trzykrotny mistrz Stanów Zjednoczonych. W latach 1964–1973 rekordzista kraju w długości skoku narciarskiego mężczyzn. Od 1968 do 1970 pierwszy trener reprezentacji Stanów Zjednoczonych w skokach narciarskich.

## Życiorys
W wieku 5 lat zaczął jeździć na nartach. Osiągał liczne sukcesy w rywalizacji juniorskiej na arenie krajowej, między innymi zdobywając tytuł mistrza USA w różnych kategoriach wiekowych.
W 1958 znalazł się w składzie amerykańskiej reprezentacji na mistrzostwa świata, jednak ostatecznie nie wystąpił w tych zawodach.
W marcu 1959 na największym obiekcie w kompleksie Papoose Peak Jumps zajął drugą pozycję w zawodach przedolimpijskich (lepszy od niego był tylko Fin Kalevi Kärkinen), stając jednocześnie na podium mistrzostw Ameryki Północnej (zawody przedolimpijskie miały jednocześnie rangę mistrzostw kontynentu).
W lutym 1960 w Squaw Valley wystąpił w zimowych igrzyskach olimpijskich, gdzie, po upadku w drugiej serii, zajął 42. miejsce (po pierwszej części rywalizacji plasował się na 27. pozycji). W imprezie tej rangi ponownie wziął udział 4 lata później w Innsbrucku, gdzie na skutek osłabienia kontuzjami i chorobą nie był w stanie walczyć o czołowe miejsca – na skoczni normalnej zajął 14. miejsce (po pierwszym skoku plasował się na 7. pozycji, jednak w drugiej serii oddał słabszą próbę, a w trzeciej, która ostatecznie nie wliczała się do jego końcowego rezultatu, otrzymał niskie noty za styl), a na obiekcie dużym był 24.
Osiągał dobre wyniki w lotach narciarskich – w 1960 w Planicy zajął 5. pozycję w Tygodniu Lotów Narciarskich, a cztery lata później w zawodach tej rangi w Oberstdorfie, podczas ostatniego dnia rywalizacji (16 lutego 1964) oddał skok na odległość 138 metrów, ustanawiając rekord Stanów Zjednoczonych w długości skoku narciarskiego mężczyzn, który został pobity dopiero 9 lat później.
Startował w szeregu prestiżowych zawodów międzynarodowych. Dwukrotnie zajmował miejsca w czołowej „dziesiątce” podczas konkursów Festiwalu Narciarskiego w Holmenkollen – w 1959 był 10., a w 1963 zajął 4. pozycję, tracąc do Kjella Sjöberga, który był trzeci 0,05 punktu. Brał też udział w Igrzyskach Narciarskich w Lahti (20. w 1960) i Turnieju Czterech Skoczni (12. w klasyfikacji generalnej 12. edycji; zajął też 5. miejsce w konkursie noworocznym w Garmisch-Partenkirchen w ramach tej samej edycji).
W 1966 wystartował w mistrzostwach świata, zajmując w Oslo 36. miejsce na skoczni normalnej i 60. na obiekcie dużym.
Należał do czołowych skoczków amerykańskich. Trzykrotnie zdobywał mistrzostwo Stanów Zjednoczonych seniorów (1963, 1966 i 1967), dziesięć razy ustanawiał rekordy skoczni (między innymi Holmenkollbakken – 81,5 metra w 1963). Wielokrotnie stawał na podium zawodów międzynarodowych rozgrywanych w USA (między innymi w Ishpeming, Iron Mountain, czy Westby).
Kotlarek podczas skoków przyjmował bardzo niską pozycję najazdową, a następnie wybijał się w charakterystyczny dla siebie sposób. Zdaniem jego rywali prezentował „elegancki” i skuteczny styl lotu.
W 1967 podczas treningu na skoczni Snowflake w Westby za sprawą nieudanego lądowania doznał bardzo poważnego złamania kostki, w wyniku którego był bliski stanu kalectwa. Na skutek doznanego urazu zakończył karierę skoczka narciarskiego. Wkrótce później został trenerem tej dyscypliny i w latach 1968–1970 prowadził reprezentację Stanów Zjednoczonych, po czym podjął pracę zawodową jako księgowy.
Był absolwentem Uniwersytetu Minnesoty.
W 1982 włączono go do Krajowej Galerii Sław Narciarstwa (ang. National Ski Hall of Fame), a w 2007 do Galerii Sław Amerykańskich Skoków Narciarskich (ang. The American Ski Jumping Hall of Fame).
Jego ojcem był George Kotlarek, który również uprawiał skoki narciarskie.